# Hildebrando Pascoal
Hildebrando Pascoal Nogueira Neto (Rio Branco,17 de janeiro de 1952), conhecido popularmente como o Deputado da Motosserra, é um ex-político brasileiro e ex-Coronel da Polícia Militar do Estado do Acre. Eleito deputado federal em 1998, no ano seguinte teve o mandato cassado e foi expulso de seu partido, o PFL.
Hildebrando foi condenado criminalmente por liderar um grupo de extermínio no Acre e integrar esquema de crime organizado para tráfico de drogas e roubo de cargas (que atuaria também no Maranhão). Já foi condenado por tráfico, tentativa de homicídio e corrupção eleitoral.
Ao mesmo tempo em que comandava a corporação e chefiava o crime organizado no Estado, praticava crimes com requintes de extrema crueldade. Já foi condenado a 65 anos de reclusão, pena que pode ser aumentada em razão de processos pendentes.
Somadas, suas penas totalizam mais de 100 anos de prisão e ainda existem processos pendentes de julgamento.

## Biografia
Hildebrando fez carreira na Polícia Militar acreana, da qual chegou a ser comandante, e reformou-se com a patente de coronel para se candidatar a deputado estadual. Foi eleito em 1994, e integrava a base de apoio do governador Orleir Cameli e do deputado federal Ronivon Santiago, ambos investigados por corrupção.
Em 1995, o Conselho de Defesa dos Direitos da Pessoa Humana (CDDPH) do Ministério da Justiça brasileiro teve seu primeiro contato com os problemas no estado do Acre, causados pelo coronel Hildebrando. De acordo com as denúncias que chegaram ao Conselho, ele esquartejava suas vítimas com motosserra antes de matá-las. No âmbito do CDDPH, as investigações avançaram, ganhando força nos anos seguintes, e chamaram a atenção do Brasil para a ação do crime organizado, grupos de extermínio e a situação do narcotráfico no Estado do Acre..
O CDDPH criou uma Comissão Especial para investigar as denúncias, e, em seguida, uma subcomissão que deveria atuar no próprio Estado. Algumas testemunhas que prestaram ou iam prestar depoimento ao Conselho, foram assassinadas e as investigações passaram para a responsabilidade da Polícia Federal, o que possibilitou que os crimes saíssem da alçada das comprometidas autoridades acrianas e fossem assim elucidados.
Em julho de 1996, o repórter Altino Machado entrevistou Hildebrando, a fim de cumprir uma exigência do jornal onde trabalhava, a fim de respeitar a ética jornalística, ouvindo as duas partes.
Entre as pessoas previstas para depor na Comissão e que foram mortas encontrava-se um antigo cúmplice de Hildebrando, Sebastião Crispim. Ele passaria informações acerca dos crimes cometidos pelo Esquadrão da Morte, em específico sobre o assassinato de Agilson Firmino dos Santos, o Baiano, que foi retalhado por serra elétrica, e de Wilder Firmino, seu filho adolescente, barbaramente torturado e assassinado por Hildebrando Pascoal. Este último teve seu corpo dissolvido com uso de ácido. Ainda em 1997, outra testemunha de acusação – o policial civil Walter José Ayala – foi assassinado por ordem do coronel, em Rio Branco.
As investigações revelaram ainda o envolvimento de policiais acrianos nos assassinatos, formando um grupo de extermínio comandado por Hildebrando. O próprio governo estadual teria cedido policiais à campanha dele para a Câmara dos Deputados – os mesmos acusados pela Justiça de formar o "esquadrão da morte".
Além dos assassinatos, apurou-se que Hildebrando envolveu-se em narcotráfico, crimes contra a ordem financeira, sonegação fiscal, porte ilegal de arma, compra de votos e aliciamento de eleitores através de droga acondicionadas em embalagens de comida, caso que ficou conhecido como "Operação Marmitex".
Em 1998, Hildebrando elegeu-se deputado federal pelo PFL (depois Democratas, que se fundiu no União Brasil).
O CDDPH enviou então para a Câmara e para o Senado um dossiê sobre o parlamentar e o crime organizado. A investigação do CDDPH gerou uma CPI na Câmara, que levou à cassação de Hildebrando, em 22 de setembro de 1999, e à prisão dele e de mais 46 envolvidos.
Preso logo após a cassação, o ex-deputado foi levado para Rio Branco e mantido no presídio da Papudinha até dezembro de 2003.
Em dezembro de 2003, Hildebrando foi transferido para o presídio Antônio Amaro, junto com outros acusados de formar o grupo de extermínio no Acre. O presídio Antônio Amaro, de segurança máxima, fica nos arredores de Rio Branco e teve a construção apressada para abrigar Hildebrando e seu grupo.
Em novembro de 2006, a Justiça Federal, em Brasília, sentenciou-o a 18 anos de prisão, pelo assassinato de Sebastião Crispim, em 1997.
Em Setembro de 2009, o Tribunal do Júri do Acre sentenciou Hildebrando a 18 anos de prisão. Para o júri, Hildebrando é o responsável pela morte de um homem com tiros na cabeça após sessão de tortura em que a vítima teve os olhos perfurados, pernas, braços e pênis amputados com uma motosserra, além de ter um prego cravado na cabeça. Em cartas descobertas em 2011, o criminoso ameaçou diversas autoridades de morte.
O ano de 2014 foi marcado por batalhas incessantes junto ao Tribunal de Justiça do Estado do Acre com o objetivo de que Hildebrando Pascoal obtivesse sua progressão para o regime semiaberto. Contudo a magistratura acriana optou por manter Pascoal na prisão.
A progressão de regime semiaberto foi obtida em 6 de outubro de 2016. Em dezembro daquele ano, contudo, violou os termos de saída temporária voltou ao regime fechado em janeiro.
Em 15 de fevereiro de 2017 voltou a cumprir a pena em regime semiaberto, desta vez em prisão domiciliar com monitoramento por tornozeleira eletrônica. A juíza Luana Campos aceitou o argumento da defesa de que Pascoal havia sido mal informado por seus advogados sobre os termos de cumprimento do regime semiaberto e, como ele já estava há tempos com locomoção restrita a cadeira de rodas, determinou a prisão domiciliar com monitoramento.